# Riccardo Carapellese
Riccardo Carapellese (Cerignola, 1 de julho de 1922 — Rapallo, 20 de outubro de 1995) foi um futebolista italiano.

## Carreira
Jogou pelas equipes italianas Ternana, Vigevano Calcio, Catania, Genoa, Juventus, Torino, Milan, Como e Spezia; além de disputar 16 jogos pela seleção italiana, participando da Copa do Mundo de 1950, no Brasil.